# Kayanza
Kayanza – miasto w Burundi; stolica prowincji Kayanza; 19 400 mieszkańców (2006). Przemysł spożywczy.